# Lake Rotokauri
Der Lake Rotokauri ist ein See in der Region Waikato auf der Nordinsel von Neuseeland.

## Geographie
Der rund 38 Hektar große und bis zu 3 m tiefe Lake Rotokauri befindet sich rund 2 km westlich der Ausläufer der Stadt Hamilton, zählt aber nicht mehr mit zum Stadtgebiet. Der See besitzt eine Längenausdehnung von rund 960 m in Nordnordwest-Südsüdost-Richtung und misst an seiner breitesten Stelle rund 650 m in Südwest-Nordost-Richtung. Der Umfang des Sees beträgt rund 3,1 km.
Gespeist wird der See durch mehrere kleinere Rinnsale aus der Umgegend und über den kanalisierten Rotokauri Stream, der von Osten her in den See einmündet und über einen Umweg den südöstlich befindlichen, rund 3,18 Hektar großen Lake Horseshoe entwässert. Der Lake Rotokauri selbst entwässert über den Ohete Stream in Richtung Nordnordwest zum Waipa River. Einzelne Uferbereiche des Sees haben Kontakt zu kleinen Feuchtgebieten, vor allem im Süden des Sees. Das Wassereinzugsgebiet des Lake Rotokauri wird mit 933 Hektar angegeben.